# Rocha FC
Rocha Fútbol Club – urugwajski klub piłkarski założony 1 sierpnia 1999, z siedzibą w mieście Rocha.

## Historia
Założony 1 sierpnia 1999 Rocha Fútbol Club jest jedynym klubem spoza Montevideo, który wygrał ligę urugwajską - turniej Apertura 2005/2006. W odróżnieniu od sąsiedniej Argentyny nie oznaczało to mistrzostwa kraju, które osiągał zwycięzca pojedynku między mistrzem turnieju Apertura i mistrzem turnieju Clausura (w tym przydapdku Rocha uległ zwycięzcy turnieju Clausura - słynnemu Nacional). Rocha jest także jedynym klubem urugwajskim spoza Montevideo, który wystąpił w pucharze Copa Libertadores. Rocha FC występuje także w ramach rozgrywek organizowanych przez OFI (organizacja piłkarska skupiająca kluby z prowincji, czyli spoza Montevideo).

## Osiągnięcia
- Mistrz pierwszej ligi urugwajskiej: Apertura 2005/2006
- Mistrz drugiej ligi urugwajskiej: Apertura 2003